# کارلو کارکانو
کارلو کارکانو (به ایتالیایی: Carlo Carcano) بازیکن فوتبال و اهل ایتالیا است 

## تیم ملی
از سال ۱۹۱۵ میلادی عضو تیم ملی فوتبال ایتالیا بوده و در ۵ بازی ملی حضور داشته‌است. او در بازی‌های ملی‌اش ۱ گل به ثمر رساند.
کارلو کارکانو آخرین بازی ملی خود را در سال ۱۹۲۱ میلادی انجام داد.